# Queens

Condado de Queens dentro del Estado de Nueva York, en rojo.

Estado de Nueva York, dentro de los Estados Unidos.

El condado de Queens (en inglés: Queens County), a menudo llamado simplemente Queens (pronunciado /kwiːnz/), es un distrito metropolitano (borough), el más grande de los cinco que desde 1898 componen la ciudad de Nueva York (Estados Unidos). La sede de condado está en el vecindario (originalmente, villa) de Jamaica.

## Introducción
El distrito de Queens es el condado étnicamente más diverso del mundo. En 2017 su población ascendía a 2 358 582 habitantes lo que supone el máximo histórico. Es el segundo distrito más poblado en la ciudad de Nueva York.
En Queens están situados los dos aeropuertos de la ciudad (John F. Kennedy y Aeropuerto LaGuardia). El principal parque de Queens es el Flushing Meadows-Corona Park. Se encuentran allí, los estudios de filmación Kaufmann Astoria y Silvercup.
Queens fue fundado en 1683, constituyendo uno de los 12 condados originales del Estado de Nueva York y fue llamado así en honor de la reina consorte, la portuguesa Catalina Enriqueta de Braganza, esposa de Carlos II. Queens es a menudo considerado como uno de los más periféricos de entre los distritos de Nueva York. Los vecindarios orientales tienen el aspecto y semejanza de los suburbios de la parte occidental del condado de Nassau. No obstante, Queens también acoge muchos vecindarios urbanos y varios distritos de negocios.
En Long Island City, en la ribera de Queens justo enfrente de Manhattan, está situado el edificio Citicorp Building, el rascacielos más alto de Nueva York, entre los ubicados fuera de Manhattan. Es también el edificio más alto de Long Island.

## Historia
La colonización europea trajo tanto neerlandeses como ingleses, como parte de la colonia de los Nuevos Países Bajos. Los primeros asentamientos se establecieron en 1635, con colonias en Maspeth en 1642 y Vlissingen (hoy, Flushing) en 1643. Otros asentamientos iniciales fueron Newtown (hoy Elmhurst) y Jamaica. De todos modos, estas ciudades estaban habitadas por colonizadores ingleses de Nueva Inglaterra, llegados de la parte oriental de Long Island (el condado de Suffolk) y estaban sujetos a la ley neerlandesa. Después de la captura de la colonia por parte de los ingleses y ser rebautizada como Nueva York, en 1664, el área (y todo Long Island) empezó a ser conocida como Yorkshire.
El condado de Queens fue originalmente nombrado así en honor de Catalina de Braganza, la esposa portuguesa del rey Carlos II de Inglaterra. Originalmente, el condado incluía el área adyacente de lo que ahora es el condado de Nassau. Fue un condado original del Estado de Nueva York, uno de los doce creados en 1683. En 1870, el condado de Queens estaba formado por seis ciudades: Newtown, Flushing, Jamaica, North Hempstead, Hempstead y Oyster Bay. Ese año, se creó Long Island City, consistente en lo que era el pueblo de Astoria y algunas áreas no incorporadas de la ciudad de Newtown. 
Como resultado de un referéndum, la ciudad de Long Island, Newtown, Flushing, Jamaica y la península de Rockaway se convirtieron el distrito metropolitano de Queens, integrándose en la ciudad de Nueva York, el 1 de enero de 1898. Las partes del condado de Queens que no se integraron en Nueva York, las ciudades de North Hempstead y Oyster Bay y toda la ciudad de Hempstead, salvo la península de Rockaway, se constituyeron en el condado de Nassau, en 1899.
Queens desarrolló un papel secundario en la revolución estadounidense, en comparación con Brooklyn, donde gran parte de la batalla de Long Island se libró. Queens, como el resto de Long Island, cayó bajo el dominio inglés, después de la batalla de Long Island, en agosto de 1776 y permaneció ocupada durante prácticamente el resto de la guerra. Bajo la Ley de Alojamiento, los soldados británicos usaban las viviendas privadas de los residentes de Queens como refugio durante la guerra, en contra del sentimiento de la mayoría de la gente local. El alojamiento de soldados en hogares privados fue prohibido por la Tercera Enmienda a la Constitución de los Estados Unidos, en gran parte debido a esto. Nathan Hale fue capturado por los británicos en Queens, antes de ser ejecutado en Manhattan.
El distrito experimentó un gran salto poblacional en la década de 1920, creciendo desde 469.042 habitantes en 1920, hasta 1.079.129 en 1930, coincidiendo con el crecimiento en el uso del automóvil y la construcción de las líneas elevadas del IRT (Interborough Rapid Transit) a Astoria y Flushing.

## Geografía
El condado de Queens es geográficamente la parte occidental de Long Island e incluye unas pocas islas menores, la mayor parte de las cuales se sitúan en la bahía de Jamaica y forman parte del Área Recreativa Nacional de Gateway. La península de Rockaway está asentada entre la bahía de Jamaica y el océano Atlántico.
El árbol más alto en el área metropolitana de Nueva York, llamado la Reina de Queens, es también la forma viviente más antigua en el área metropolitana. Está localizado en la parte nororiental del condado, tiene 450 años de antigüedad y 40,23 metros (132 pies) de altura, en 2005.
De acuerdo con la Oficina del Censo de los Estados Unidos, el condado tiene una superficie total de 461,7 km² (178,3 mi²), de ellas, 282,9 km² (109,2 mi²) están situadas en tierra y 178,8 km² (69,0 mi²) son aguas (estas representan el 38.73% de su superficie).
El condado limita al norte con Long Island Sound, un brazo del océano Atlántico, que la separa del condado de Bronx; al sur con el condado de Kings (Brooklyn) y con el Océano Atlántico; al este con el condado de Nassau; y al oeste con el condado de Kings y con el río East, que la separa del condado de Nueva York (Manhattan).
Queens es el municipio de Nueva York que posee la mayor cantidad de espacios verdes.

## Vecindarios

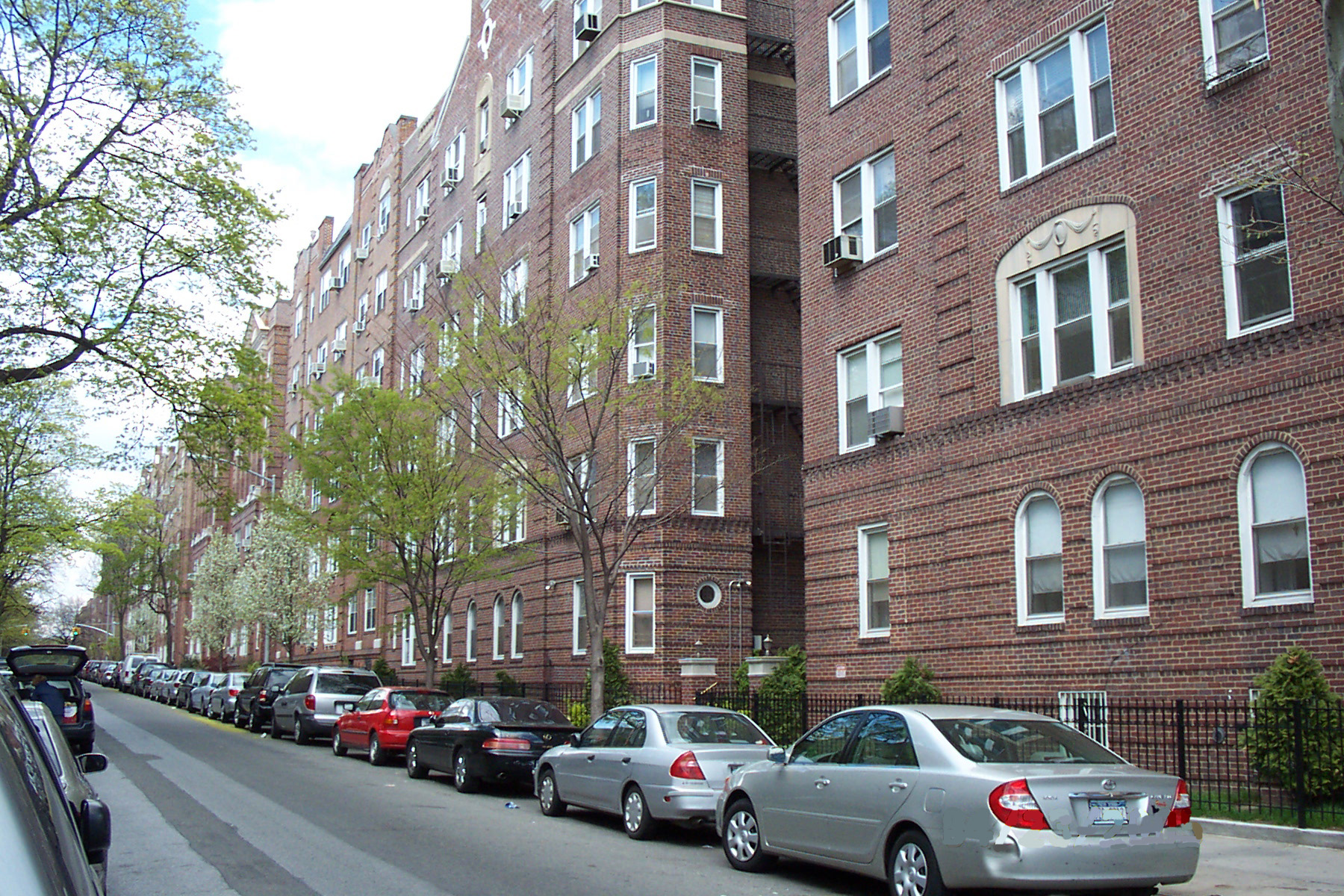
Una calle del vecindario de Jackson Heights.

La ciudad de Nueva York se divide en cinco distritos metropolitanos (boroughs) y estos a su vez están divididos en vecindarios o neighborhoods, cada uno de ellos con su identidad y características propias. Algunos de estos vecindarios se corresponden con antiguas ciudades, que perdieron su condición de tal con la consolidación de la ciudad; en 1898.
El Servicio Postal de los Estados Unidos divide el condado de Queens en cinco “ciudades” basándose en la existencia de estos en el momento de la consolidación de los cinco distritos en la ciudad de Nueva York: ciudad de Long Island, Jamaica, Flushing, Far Rockaway y Floral Park. Estas zonas postales no reflejan necesariamente nombres y límites de vecindarios reales; por ejemplo, “East Elmhurst” ha sido largamente acuñada por el Servicio Postal y no es una comunidad oficial. La mayoría de los vecindarios no tienen límites sólidos. A modo de ejemplo, los vecindarios de Forest Hills y Rego Park, se solapan.
Los residentes de Queens a menudo se identifican más con su vecindario que con el distrito o con la ciudad en sí. Normalmente, las direcciones postales están escritas con el vecindario, estado y el código postal en lugar del distrito o la ciudad. El distrito es una amalgama de docenas de vecindarios singulares, cada uno de ellos con una identidad propia. Howard Beach, Woodhaven y Middle Village acogen gran número de residentes italoestadounidenses; Rockaway Beach tiene una gran población de origen irlandés. 
En Queens, se encuentra también la comunidad más numerosa de Colombia en los Estados Unidos, de hecho Jackson Heights fue el primer foco de migración colombiana durante los años 1970 y los 80, este fue el primer asentamiento en todo los Estados Unidos en el cual los colombianos eran la mayoría de la población, hacía 1995 estos eran cerca del 60% de los habitantes de este barrio del condado de Queens, actualmente muchos de los que vivían en Jackson Heights han emigrado hacía Nueva Jersey o Long Island, pero sigue siendo un punto de referencia y concentración de colombianos en la ciudad de Nueva York. Astoria, en el noroeste, es una de las comunidades griegas más grandes fuera de Grecia y su población está aumentando con profesionales jóvenes venidos de Manhattan; también hay en dicho vecindario una importante presencia de población italoestadounidense e irlandesa de viejo arraigo y colectividades de arribo más reciente de árabes, afganos, ecuatorianos y de brasileños, estos últimos mayoritariamente situados en la 34th Ave.
En Maspeth residen muchos inmigrantes europeos, entre ellos, una numerosa población polaca, así como una gran comunidad hispana.
Long Island City es un importante área comercial y en ella está ubicada el proyecto de viviendas de Queensbridge. Jackson Heights, Elmhurst y Corona son un gran conglomerado de comunidades hispanas y asiáticas. Richmond Hill, en el sur, tiene la población más grande de sijs fuera de la India; Forest Hills y Kew Gardens, en la parte central de Queens, han tenido tradicionalmente grandes comunidades judías (muchas de estas comunidades son inmigrantes judíos de Israel, Irán y la antigua Unión Soviética), mientras que Jamaica acoge grandes comunidades afroamericanas y caribeñas. Hay también vecindarios de clase media con población afroestadounidense, filipina, hispana y caribeña, tales como Saint Albans, Cambria Heights, Queens Village, Springfield Gardens, Woodhaven, Rosedale y Laurelton en las partes oriental y suroriental de Queens. Hay algunas zonas menos diversas, pero económicamente prósperas, como South Jamaica. Unidos, estos vecindarios conforman el condado étnicamente más diverso en los Estados Unidos. Algunos vecindarios de Queens, tales como Ozone Park, Bayside, Maspeth, Kew Gardens o Woodside, tienen una mezcla muy diversa de varios orígenes.

## Gobierno
Desde la consolidación de Nueva York, en 1898, Queens está gobernado por el "charter" de la Ciudad de Nueva York, que dota al alcalde y a los concejales de un gran poder en un esquema altamente centralizado.
Este gobierno es responsable del sistema de educación pública, instituciones correccionales, bibliotecas, seguridad pública, dotaciones de recreo, sanidad y limpieza pública, suministro de agua potable y servicios sociales en Queens.
La oficina del Presidente del borough fue creada con la consolidación de los cinco condados, para equilibrar la balanza de estos, respecto del gobierno municipal central. Cada presidente del borough tenía un rol poderoso, que se derivaba del hecho de tener un voto en el New York City Board of Estimate, el cuerpo responsable de crear y aprobar los presupuestos municipales y realizar las propuestas para la ordenación del territorio. En 1989, la Corte Suprema de los Estados Unidos declaró esta Junta inconstitucional, por darse el hecho de que Brooklyn, el condado más poblado del municipio, no tenía más voto sobre el terreno que Staten Island, el condado menos poblado de la ciudad. Esto constituye una violación de la Cláusula de Protección Igual de la Decimocuarta Enmienda de la Constitución de los Estados Unidos, emitida en 1964, bajo la premisa de un hombre, un voto.
Las competencias del Board of Estimate fueron transferidas a la Junta de Concejales (City Council, con 51 miembros, encargado del poder legislativo en la ciudad), aumentando así el poder centralizado en el municipio neoyorquino.
Desde 1990, el presidente del borough actúa como defensor de los intereses del condado ante las agencias de la alcaldía, las concejalías municipales, el gobierno estatal de Nueva York y las corporaciones. El presidente del borough de Queens es Donovan Richards, elegido por el Partido Demócrata, en 2020.
Cada uno de los cinco condados de la ciudad (coextensivos con cada uno de los borough) tiene su propio sistema de tribunales y un Fiscal del Distrito (District Attorney o simplemente D.A., en el original inglés), quien es directamente elegido en votación popular. Richard A. Brown, un Demócrata, es el Fiscal del Distrito de Queens, desde 1991.
Queens tiene catorce concejales, el segundo distrito en número de ellos (tras Brooklyn, que tiene dieciséis). También tiene 14 distritos administrativos, cada uno de ellos servido por una Junta de Comunidad local (Community Board). Estas Juntas son los cuerpos representativos que recogen las quejas ciudadanas y sirven como defensores de los residentes de su área, ante el Ayuntamiento.
La cabecera de condado de Queens, está en el vecindario de Jamaica.

## Economía

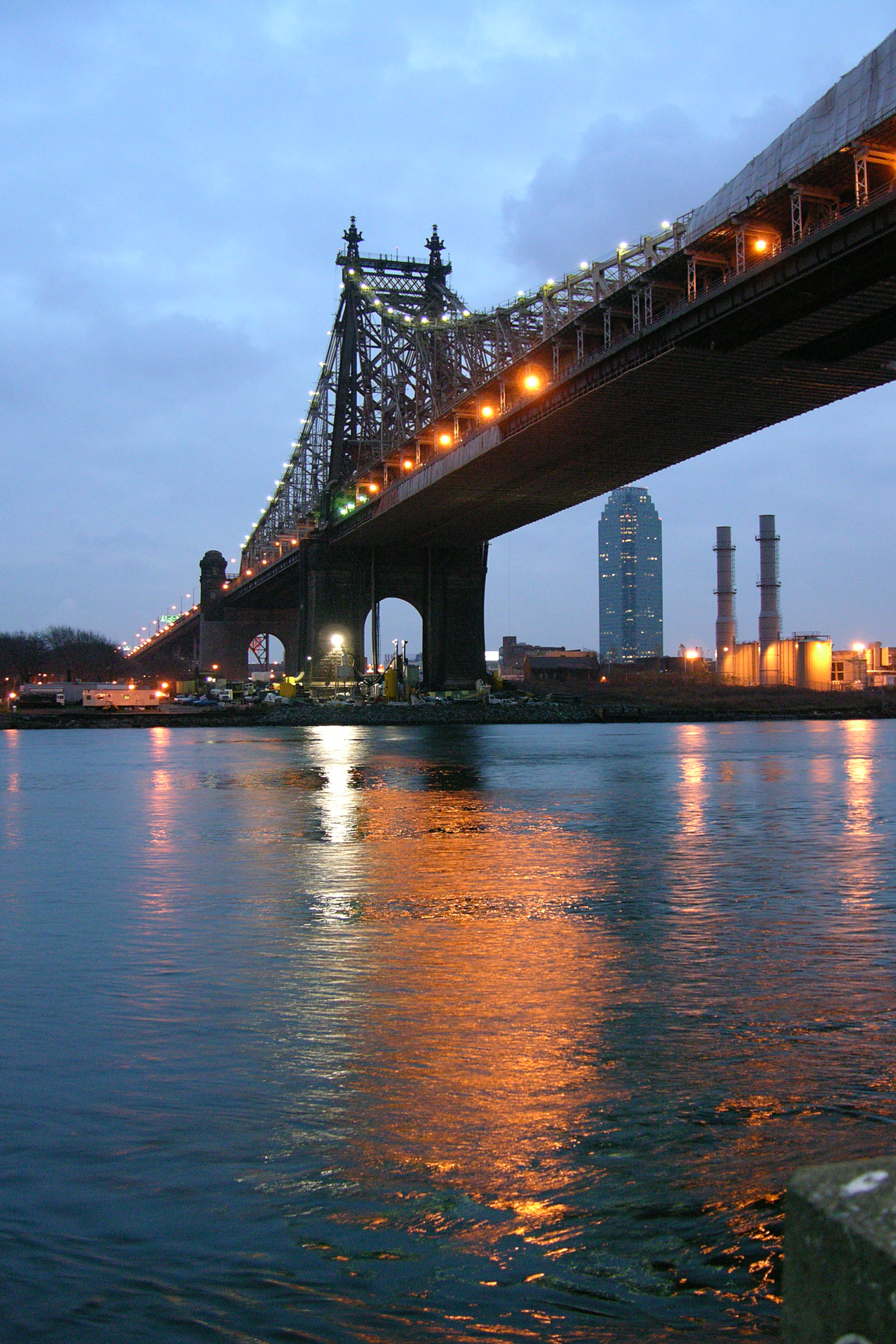
El puente de Queensboro, de noche, que une Manhattan con Queens. Al fondo, el edificio Citicorp, el más alto de Long Island.

La economía de Queens está basada en el turismo, la industria y el comercio. Queens tiene dos de los aeropuertos con mayor tráfico del mundo, el internacional de John F. Kennedy, localizado en Jamaica y el de LaGuardia, en Flushing. El otro gran aeropuerto de la región está en Newark, Nueva Jersey. Los tres están operados por la Autoridad Portuaria de Nueva York y de Nueva Jersey. El distrito atrae cada vez más a los estudios cinematográficos (lo que significa el retorno de una industria que abandonó el distrito unas décadas antes). Destacan los estudios Kaufman, en Astoria, y los estudios Silvercup en el vecindario de Long Island City, donde se producen un importante número de programas para televisión.
El Museo de Arte de Queens y el Salón de la Ciencia de Nueva York están situados en la parte oriental del distrito, en el parque Flushing Meadows (que acogió las Ferias Mundiales de Nueva York en 1939 y 1964 y es sede del torneo de tenis Abierto de los Estados Unidos). El estadio Shea, sede del equipo de béisbol de los Mets, está justo al norte del parque. El parque es asimismo el tercero más grande de la ciudad de Nueva York, con 507,88 hectáreas (1.255 acres), 170,78 hectáreas (412 acres) más grande que Central Park, en Manhattan.
Algunas grandes compañías tienen su sede central corporativa en Queens, entre otras, Bulova, Glacéau y JetBlue.
Long Island City es un importante centro fabril y comercial. Flushing, en la parte centro-norte del distrito, es un nudo comercial importante para los negocios chino americanos y coreano americanos, mientras que Jamaica es un centro importante de negocios y un nudo de transportes para el distrito.

## Demografía
Actualmente el condado de Queens cuenta con una población de 2.270.338 personas, de los cuales: 
- El 30,7% son europeos o descendientes de europeos.
- El 26,5% son hispanos, principalmente colombianos (cerca del 8% del total).[8]
- El 21,2% son asiáticos.
- El 19,2% son afroamericanos (africanos o descendientes de negros).
- El resto lo conforman personas de otras etnias.

La población de origen latino / hispano es la de más rápido crecimiento, debido a la alta tasa de fecundidad de las mujeres latinas residentes en los Estados Unidos, y también debido a la inmigración legal e ilegal proveniente de América Latina y el Caribe.
Los ingresos medios por vivienda en el condado eran de 37.439 dólares y el ingreso por familia de 42.608 dólares.
Las diez lenguas más habladas en Queens, según el Auditor del Estado de Nueva York, son, por orden, las siguientes: inglés, español, chino, coreano, italiano, griego, ruso, tagalo, francés y criollo del francés.
La población de Queens constituye el 27% de la población total de la Ciudad de Nueva York.

## Cultura
Queens fue un epicentro de jazz en la década de 1940. Los grandes del jazz, tales como Louis Armstrong, Count Basie y Ella Fitzgerald encontraron refugio de la segregación en las comunidades mixtas del distrito, mientras que una generación más joven — Charlie Parker, Sonny Rollins, Thelonious Monk, Dizzy Gillespie, entre otros — desarrollaban el bebop en los clubes de Harlem. En 1974 se crea la banda de Punk, Ramones en Forest Hills. Una de las máximas figuras de la historia del Hip-Hop, Nas, se crio en Queensbridge, y comenzó su carrera ahí, al igual que la rapera y cantante de R&B Nicki Minaj , 50 Cent y el gran guitarrista de los Red Hot Chili Peppers, John Frusciante.
La parte occidental del distrito se está convirtiendo en un centro artístico. Entre otros, se encuentran aquí el Museo Noguchi, el Parque Escultórico de Sócrates, el Museo para el Arte Africano y el Museo de Cinematografía. El Centro de Arte Contemporáneo P.S. 1 en el vecindario de Long Island City es uno de los más grandes y antiguos en los Estados Unidos dedicados exclusivamente el arte contemporáneo. Además de sus exposiciones que se renuevan periódicamente, la institución organiza las prestigiosas series de Proyectos Nacionales e Internacionales, las series musicales de verano y el programa de Jóvenes Arquitectos, conjuntamente con el Museo de Arte Moderno.
En los últimos años un movimiento literario está surgiendo de este distrito que acuna a una población multicultural y en el que se hablan más de 130 idiomas. Desde 2006, en Queens se celebra la Feria Multilingüe del Libro de Nueva York donde se destaca la obra de escritores que trabajan en diversos idiomas, sobre todo los de habla hispana provenientes de América Latina y España.
En Astoria se hallan ubicados los estudios fílmicos KaufmanAstoria; allí se filmaron entre otras notables películas, Perfume de Mujer, El Abogado del Diablo y El Veredicto. Woody Allen y Sidney Lumet son habituales de los estudios. Más próximos a Long Island City, los estudios Silvercup han albergado producciones televisivas tales como Los Soprano, Sex and the City, y la versión americana de Betty La Fea
Entre otras instituciones culturales ubicadas en Queens, encontramos las siguientes:
- Centro de Artes Interpretativas de Jamaica (Jamaica Performing Arts Center)
- Jardín Botánico de Queens (Queens Botanical Garden)
- Museo Americano de la Cinematografía (American Museum of the Moving Image)
- Queens Public Library
- Frank Sinatra School of the Arts
- Museo para el Arte Africano (Museum for African Art)
- Museo Noguchi
- P.S. 1
- Queens Museum of Art
- Salón de la Ciencia de Nueva York (New York Hall of Science)
- Teatro en el Parque de Queens (Queens Theatre in the Park)

## Deporte
Queens es sede del equipo de béisbol de los Mets, que juega actualmente en el Citi Field, y del equipo de fútbol Queensboro FC. En Queens se encuentra también el USTA Billie Jean King National Tennis Center, donde se juega el Abierto de Estados Unidos desde 1978. Anteriormente, los New York Jets de fútbol americano jugaron en el Shea Stadium de Queens entre 1964 y 1983.

## Transporte
Queens Boulevard es una importante vía circulatoria del distrito. Doce rutas del Metro de Nueva York atraviesan Queens, sirviendo 81 estaciones en siete líneas principales. Unas cien rutas locales de autobuses mueven a la población dentro de los límites de Queens y otras quince líneas expreso unen Queens y Manhattan. Un sistema de ferrocarril de cercanías, el Long Island Rail Road, opera 20 estaciones en el distrito, con servicios a Manhattan y el resto de Long Island. La estación de Jamaica es una intercambiador de transportes, donde todas las líneas, excepto una, covergen. Es el nudo de ferrocarril de cercanías con más tránsito de los Estados Unidos. Las cocheras de Sunnyside son utilizadas por Amtrak y New Jersey Transit como plataforma para los trenes intercity y de cercanías que parten de Penn Station en Manhattan.

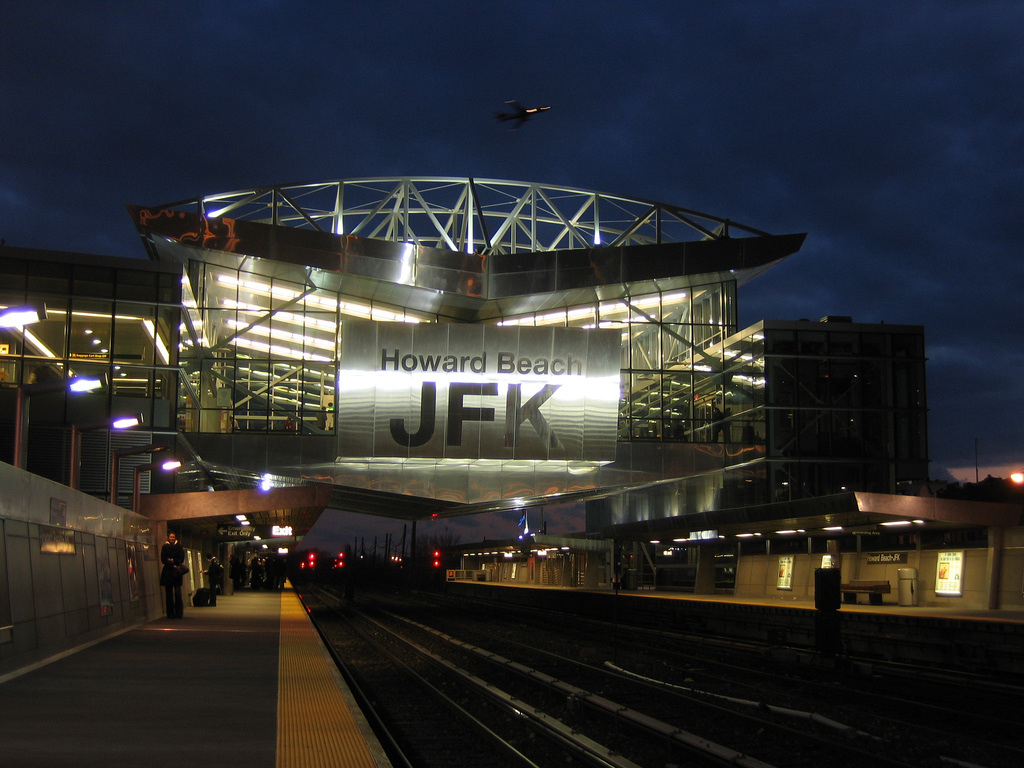
Imagen de la estación de Metro de Howard Beach-JFK Airport próxima al Aeropuerto Kennedy.

Queens tiene una importancia crucial en el tráfico aéreo interestatal e internacional. Dos de los tres aeropuertos más importantes de Nueva York están localizados aquí. El aeropuerto de LaGuardia está en el norte de Queens, mientras que el Internacional de John F. Kennedy está en el sur, en las orillas de la bahía de Jamaica. El tren ligero AirTrain JFK dota de un enlace ferroviario entre el aeropuerto y líneas de ferrocarril y metro locales.
El condado está atravesado por tres ramales de autopistas en sentido este-oeste. La autopista Interestatal 495 (también conocida como The Long Island Expressway) se extiende desde el túnel Queens-Midtown en el extremo oeste a través del distrito hasta el condado de Nassau en el este. La autopista Grand Central Parkway, cuyo extremo occidental está en el puente Triborough (que une los distritos de Bronx, Manhattan y Queens) se extiende en dirección este hasta la frontera entre Queens y Nassau, donde su nombre cambia a Northern State Parkway. La autopista de circunvalación Belt Parkway se inicia en la autopista de Gowanus, en Brooklyn, y se extiende hacia el este dentro de Queens, pasando el hipódromo de Aqueduct y el aeropuerto Kennedy. En la parte más oriental se ramifica en dos, siendo el Southern State Parkway el que continúa hacia el este, dentro del condado de Nassau, mientras que el Cross Island Parkway gira en dirección al norte.
Hay también varias autopistas en sentido norte-sur; entre ellos, la autopista Brooklyn-Queens (Interestatal 278), la autopista Van Wyck (Interestatal 678) y la autopista Clearview (Interestatal 295) y la autopista Cross Island.
La Interestatal 278, es la única que atraviesa los cinco distritos de la ciudad (pasa por la isla de Randall, que administrativamente forma parte de Manhattan).
Las calles de Queens siguen un sistema parcial de cuadrículas, con un sistema numérico de calles (similar al de Manhattan y el Bronx). Prácticamente todas las vías orientadas de norte a sur son calles, mientras que las vías en sentido este-oeste son avenidas, empezando por el número 1 (las calles se numeran de menos a más conforme vamos de oeste a este y las avenidas de norte a sur). En algunas partes del distrito, varias calles consecutivas comparten número (por ejemplo, 72nd Street, seguido por 72nd Place; o 52nd Avenue, seguida por 52nd Road, 52nd Drive y 52nd Court), lo cual causa confusión a los no residentes. Además de esto, en secciones conflictivas de la cuadrícula, debido a vías irregulares por causas geográficas u otras circunstancias, conlleva que se omitan números de calles (por ejemplo, en Ditmars Boulevard, la calle 70 es seguida por la calle Hazen, y esta a su vez, por la calle 49). Esto es debido al hecho de que todas las calles de Queens tenían nombres (palabras) y, posteriormente un sistema numerado se sobrepuso en todo el distrito (copiando el sistema de Manhattan, luego de la fusión de los cinco condados). Las vías numeradas tienden a ser residenciales, aunque hay algunas excepciones notables a esta regla. Algunas calles (en especial las vías importantes, tales como Northern Boulevard, Queens Boulevard y Jamaica Avenue) llevan nombres en lugar de números.
La península de Rockaway no sigue el mismo sistema que el resto de Queens y tiene su propio sistema de numeración. Las calles están numeradas en orden ascendiente en dirección oeste desde cerca del límite con Nassau, y llevan como prefijo la palabra "Beach" (playa). Las calles que están el extremo más oriental, no obstante, llevan casi todas nombre. Otra excepción a la normal es Broad Channel; mantiene la progresión norte-sur, pero solo usa el sufijo "Road" (carretera), así como los preijos "West" (Oeste) e "East" (Este) dependiente de la situación de la vía partiendo de Cross Bay Boulevard, la calle más importante del vecindario. Por ejemplo, East 1st. Road, está al este de Cross Bay Boulevard, en Broad Channel.

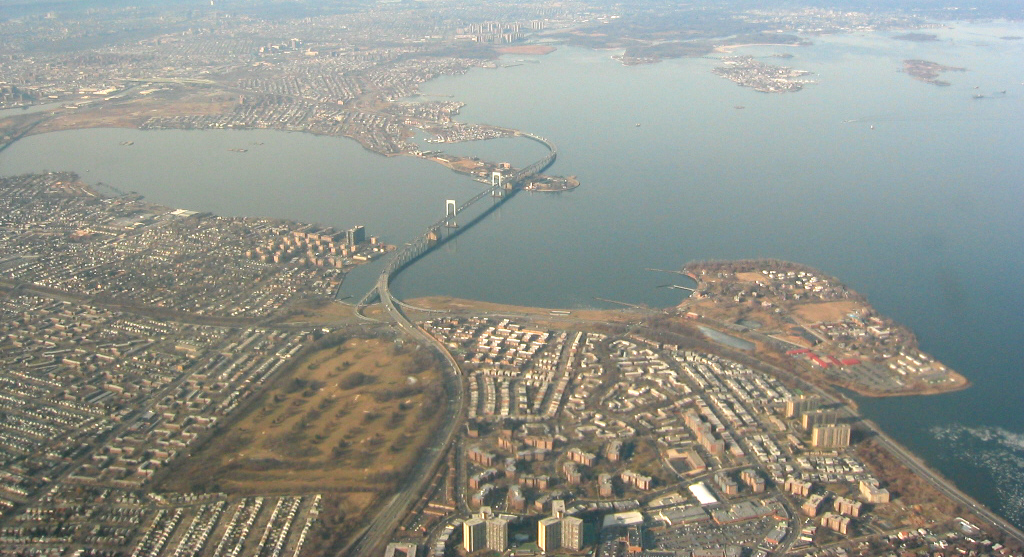
El puente Throgs Neck que une Queens y el Bronx (al fondo).

Queens está conectado al Bronx por tres puentes: el Bronx Whitestone, el Throgs Neck y el Triborough (que también la conecta con Manhattan). El distrito está conectado con Manhattan por dos puentes y un túnel: el mencionado puente Triborough, el puente Queensboro y el túnel Queens Midtown.
Aunque la mayor parte de la frontera entre Queens y Brooklyn está en tierra, el puente Kosciuszko (Interestatal 278) cruza el riachuelo de Newtown, conectando los vecindarios de Maspeth, en Queens, con el de Greenpoint, en Brooklyn. El puente de Pulaski, conecta McGuinness Boulevard en Greenpoint a la calle 11 y las avenidas Jackson y Hunters Point, en Long Island City, Queens. El puente de la Avenida Greenpoint conecta las avenidas Greenpoint y Long Island City de los vecindarios del mismo nombre. Al este de Queens Boulevard (carretera NY-25), la avenida Greenpoint se convierte en Roosevelt Avenue (carretera NY-25A).
El puente Cross Bay Veterans Memorial conecta la península de Rockaway con el resto de Queens.
Actualmente solo hay un servicio de ferris que conecta Queens y Manhattan. New York Water Taxi ofrece este servicio cruzando el río East, desde Hunters Point en Long Island City hasta Manhattan al muelle de la calle 34 y luego hacia el sur hasta el muelle 11, en Wall Street. Durante la temporada de béisbol (de abril a septiembre u octubre), los ferris de NY Waterway operan hasta el estadio Citifield para los partidos de los Mets, los fines de semana.

## Educación
La educación en Queens está dotada de un vasto número de instituciones públicas y privadas. Las escuelas públicas en el distrito están gestionadas por el Departamento de Educación de la Ciudad de Nueva York, el sistema público educativo más grande en los Estados Unidos.
La Biblioteca Pública de Queens (The Queens Borough Public Library) el sistema público de bibliotecas para el distrito y uno de los tres sistemas que dan servicio a la ciudad de Nueva York. Su origen está en la fundación de la primera biblioteca de Queens, en Flushing, en 1858, siendo fundado el sistema como tal en 1869; la Biblioteca Pública es uno de los sistemas públicos de bibliotecas más grandes de los Estados Unidos. Independiente de la Biblioteca Pública de Nueva York (New York Public Library), tiene 63 sucursales en todo el distrito. En el año fiscal de 2006, la biblioteca alcanzó una circulación de 20,2 millones de volúmenes, récord de la biblioteca. Es la primera biblioteca en circulación en el Estado de Nueva York, desde 1985; es también la de mayor circulación entre las bibliotecas municipales del país desde 1985 y la de mayor circulación entre todas las bibliotecas de la nación desde 1987. La biblioteca tiene colecciones en muchos idiomas, entre ellos, el español, chino, coreano, ruso, criollo haitiano, polaco y seis idiomas indoarios, así como pequeñas colecciones en otros 19 idiomas.

### Universidades
- La Universidad de San Juan, una universidad católica, fundada en 1870 por la Congregación de la Misión. Con más de 19.000 estudiantes, St. John's es conocida por sus programas médicos, de farmacia, negocios y de derecho, así como por sus equipos masculinos de baloncesto y de fútbol.
- La Universidad de la Ciudad de Nueva York (CUNY) tiene cuatro instituciones académicas en Queens:
  - Queens College, uno de los campus de élite en el sistema del CUNY y que es a menudo nombrado “la joya del sistema de CUNY”. Fundado en 1937 para ofrecer educación en artes liberales a los residentes del distrito. Queens College tiene más de 16.000 estudiantes, que incluye unos 12.000 estudiantes de carreras de ciclo medio y más de 4.000 de posgrado. Hay matriculados en Queens College estudiantes de más de 120 países, que hablan más de 66 lenguas diferentes. Está ubicado en el vecindario de Flushing. En la edición de 2006 de “Las mejores universidades de Estados Unidos”, publicado por The Princeton Review, ocupaba el puesto octavo. Queens College es también sede de la escuela de derecho de CUNY.
  - York College, del sistema de CUNY, es una de las instituciones universitarias líderes en artes liberales, con más de 40 titulaciones, así como licenciaturas y Maestrías combinados en Terapia Ocupacional. Esta universidad destaca por sus programas en Ciencias de la Salud; es sede de la Oficina Regional Noreste de la Administración Federal para los Alimentos y las Medicamentos (Food and Drug Administration).
  - LaGuardia Community College, que ofrece estudios de pregrado hasta el grado de asociado. Es conocido como “la comunidad universitaria del mundo”, por la diversidad étnica de los estudiantes que acoge, puesto estos provienen de 150 países y hablan más de 100 idiomas. Ha sido nombrado una “Institución Nacional de Excelencia” por el Centro de Políticas para el Primer año Universitario (Policy Center on the First Year of College).
  - Queensborough Community College, otro, junto con LaGuardia Community College, de los siete colegios universitarios de CUNY. Se ubica en Bayside.